# The Bleeding Heart Band
The Bleeding Heart Band byl název doprovodné skupiny baskytaristy Rogera Waterse mezi lety 1985 a 1990.
Ačkoliv Waters vydal své první sólové album The Pros and Cons of Hitch Hiking, na které navázalo turné s „bezejmennou“ kapelou, již v roce 1984, stále byl členem skupiny Pink Floyd (až do roku 1985).

## When the Wind Blows(1986)
První Watersovo album, na kterém je uvedena skupina The Bleeding Heart Band, je soundtrack k animovanému filmu When the Wind Blows z roku 1986.
Obsazení bylo následující:
- Roger Waters – baskytara, akustická kytara, zpěv
- Jay Stapley, Snowy White – elektrická kytara
- John Gordon – baskytara
- Matt Irving – klávesy, varhany
- Nick Glennie-Smith – piano, varhany
- John Linwood – automatický bubeník
- Freddie Krc – bicí, perkuse
- Mel Collins – saxofon
- Clare Torry – vokály
- Paul Carrack – klávesy, vokály

## Radio K.A.O.S.(1987)
Na nahrávání Watersova druhého studiového alba Radio K.A.O.S. (a také na následující turné), které vyšlo v roce 1987, se obsazení částečně změnilo. Za zmínku stojí návrat vokalistek Katie Kissoonové a Doreen Chanterové do skupiny, neboť s Watersem spolupracovaly již na The Pros and Cons of Hitch Hiking a koncertech k tomuto albu. Také Andy Fairweather-Low hrál s Watersem na koncertech v roce 1985.
- Roger Waters – baskytara, akustická kytara, zpěv
- Andy Fairweather-Low – elektrická kytara, baskytara, vokály
- Jay Stapley – elektrická kytara, vokály
- Paul Carrack – klávesy, zpěv, vokály
- Graham Broad – bicí, perkuse
- Mel Collins – saxofon
- Doreen Chanter, Katie Kissoon – vokály
- Clare Torry – vokály v „The Great Gig in the Sky“ na dvou koncertech

## The Wall(1990)
Na velkém koncertě, který uspořádal Roger Waters k příležitosti pádu berlínské zdi, se vystřídalo množství hudebníků z různých zemí světa. The Bleeding Heart Band zde působila jako „domácí“ kapela, doprovázela hostující zpěváky a vystupující skupiny. Roger Waters zde již není veden jako člen The Bleeding Heart Band.
- Rick DiFonzo, Snowy White – kytara
- Andy Fairweather-Low – baskytara, kytara, vokály
- Peter Wood, Nick Glennie-Smith – klávesy, varhany, syntezátory
- Graham Broad – bicí, perkuse
- Stan Farber, Joe Chemay, Jim Haas, John Joyce – vokály

## Watersova kariéra od roku 1990
Berlínský koncert The Wall byl posledním vystoupením skupiny The Bleeding Heart Band. Po delším období uspořádal Waters turné v roce 1999, na které navázaly koncerty v letech 2000 a 2002. Další turné se konalo v letech 2006–2008. Na všech těchto koncertech již Watersova doprovodná skupina žádné jméno neměla, ačkoliv někteří z členů s Rogerem Watersem hrají dosud (bubeník Graham Broad, kytarista Snowy White, multiinstrumentalista Andy Fairweather-Low a vokalistka Katie Kissoonová).